# Koknese (novads)
Koknese (łot.: Kokneses novads) – jeden z łotewskich novadsów, funkcjonujący w latach 2009–2021.

## Historia
Novads powstało na terenach należących przed 2009 do rejonu Aizkraukle.
W skład novadsu wchodziły trzy pagastsy: Bebri, Irši i Koknese. Jego stolicą zostało miasto Koknese.
Zlikwidowany w ramach reformy administracyjnej 30 czerwca 2021. Wszedł w całości w skład nowego novadsu Aizkraukle.